# آدا آدلر
آدا سارا آدلر (به انگلیسی: Ada Sara Adler) (۱۸۷۸–۱۹۴۶) محقق کلاسیک و کتابدار دانمارکی بود.
او بیشتر به خاطر نسخه انتقادی خود از دائرةالمعارف بیزانسی سودا (جلد ۵، ۱۹۳۸–۱۹۲۸)، که هنوز متن استاندارد را ارائه می‌دهد، معروف شده است.

## زندگی‌نامه
آدلر در ۱۸ فوریه ۱۸۷۸، از دختر برتل دیوید آدلر و الیز یوهان، خواهرزاده فرانکل در فردریکسبر به‌دنیا آمد. خانواده او از موقعیت اجتماعی بالایی برخوردار بوده و مناسبات خانوادگی خوبی با یکدیگر داشتند. پدربزرگ او، دیوید باروخ آدلر، یک بانکدار و سیاستمدار ثروتمند بود. عمه او، الن آدلر بور، مادر نیلز بور و هارالد بور بود که آدا آدلر از طریق آنها با روان‌شناس دانمارکی ادگار روبین ارتباط داشت.

### تحصیلات
سارا آدلر تحصیلات اولیه‌اش را در مدرسه خانم استینبرگ و سپس مدرسه ن. زاهله گذراند، جایی که او در سال ۱۸۹۳ تاریخ یونان باستان را زیر نظر آندرس بیورن دراخمن آموخت. سپس به دانشگاه کپنهاگ رفت و در آنجا نزد دراخمن و همچنین پروفسور ویلهلم تامسن به مطالعه دین یونان باستان ادامه داد. او در سال ۱۹۰۶ پایان‌نامه کارشناسی ارشد خود را در مورد دین یونان باستان به پایان رساند و همچنین جایزه‌ای را از انجمن فیلولوژی تاریخی برای تحقیق در مورد اسطوره پاندورا دریافت کرد. در سال ۱۹۱۲ پس از پایان دوره کارشناسی ارشد، برای تحصیل به وین سفر کرد و در خلال تحصیلات در وین، چند مقاله در مورد دین یونان منتشر کرد.

## حرفه علمی
آدلر بیشتر به‌خاطر نسخه انتقادی و استاندارد سودا که در ۵ جلد منتشر کرده بود (لایپزیگ، ۱۹۳۸–۱۹۲۸) معروف شده است. او همچنین مقالات متعددی را در دایرةالمعارف واقعی پائولی-ویسووا ارائه کرد. در سال ۲۰۱۶، انتشارات دانشگاه آکسفورد مجموعه‌ای از مقالات را برای تجلیل از دانشمندان کلاسیک زن منتشر کرد. فصل مربوط به آدلر توسط کاترین راث، سردبیر فعلی پروژه سودا آنلاین نوشته شده است. راث سهم اصلی آدلر در تحقیق سودا را به عنوان نوعی کار فهرست‌نویسی دقیق که در قرن نوزدهم به زنان اعطا شد اما در واقع برای امکان تحقیقات بیشتر بسیار مهم بود، توصیف می‌کند. اگرچه اکثریت عظیم فهرست‌نویسی علمی نیز در آن زمان توسط مردان انجام می‌شد.
محقق کلاسیک ویلیام کالدر، استاد بازنشسته کلاسیک در دانشگاه ایلینوی اربانا-شمپین، آدلر را «بزرگ‌ترین زنی که تا کنون زندگی کرده است» نامیده است. محقق کلاسیک آلمانی، اتو واینریش، که تقریباً در عصر آدلر زندگی می‌کرد، در سال ۱۹۲۹ اندکی پس از انتشار جلد اول، نسخه سودا را «قابل تحسین» نامید.
در سال ۱۹۱۶، یک فهرست از نسخه‌های خطی یونانی در کتابخانه سلطنتی دانمارک توسط آندرسون آدلر منتشر شد. این مجموعه توسط دانیل گوتیلف مولدنهاور، کتابدار ارشد در قرن هجدهم، گردآوری شده بود. آدلر متقاعد شده بود که برخی از نسخه‌های خطی موجود در آن، توسط مولدنهاور از کتابخانه‌های دیگر اروپایی به سرقت رفته است. در سال ۱۹۳۱، آدلر جایزه تاگیا برانت رجسلگات، جایزه دانمارکی برای دستاوردهای زنان در هنر و علم را دریافت کرد. در زمان مرگ، او پیشرفت قابل توجهی در به سمت اولین ویرایش ریشه‌شناسی اصیل داشت، پروژه‌ای که تحت هدایت کلاوس آلپرز ادامه داشت. آثار او در رم و فلورانس در سال‌های ۱۹۱۳ تا بهار ۱۹۱۴ و سال‌های بعد (۱۹۱۹ و ۱۹۲۰) در پاریس، ونیز، آکسفورد و فلورانس تکمیل شد.

## آثار
- 1914: Die Commentare des Asklepiades von Myrlea , Hermes ۴۹٫۱: ۳۹–۴۶
- 1916: Catalog supplémentaire des manuscrits grecs de la Bibliothèque Royale de Copenhague.
- 1917: DG Moldenhawer og hans haandskriftsamling. کپنهاگ http://www.kb.dk/permalink/2006/manus/780/dan/
- 1920: Den græske litteraturs skæbne i oldtid og middelalder. کپنهاگ
- 1928-1938: Suidae Lexicon. لایپزیگ: BG Teubner. 5 جلد
- 1932: Die Homervita im Codex Vindobonensis Phil. ۳۹، هرمس ۶۷٫۳: ۳۶۳–۳۶۶